# Girl/Boy
Girl/Boy — мини-альбом британского электронного музыканта Ричарда Дэвида Джеймса, выпущенный под псевдонимом Aphex Twin 19 августа 1996 года на лейбле Warp Records. Мини-альбом занял 64 место в UK Singles Chart.

## Обложка
На обложке мини-альбома размещена фотография мемориала старшему брату Джеймса, который носил его имя и умер при рождении. В интервью 1996 года Джеймс сказал: "Моя мама была так расстроена, когда он умер, что оставила его имя, но забыла о нём, думая: «Следующий мой мальчик — это будет он»

## Критический приём
NME назвал Girl/Boy 35-м по счёту лучшим треком 1996 года. 2017 году Fact поместил его на 11-е место в списке «50 лучших треков Aphex Twin всех времен»

## Список композиций

### Список композиций оригинального издания 1996 года
| №                   | Название                      | Длительность |
| ------------------- | ----------------------------- | ------------ |
| 1.                  | «Girl/Boy»                    | 4:52         |
| 2.                  | «Milk Man»                    | 4:08         |
| 3.                  | «Inkey$»                      | 1:24         |
| 4.                  | «Girl/Boy(£18 Snarerush Mix)» | 1:57         |
| 5.                  | «Beetles»                     | 1:31         |
| 6.                  | «Girl/Boy (Redruth Mix)»      | 1:40         |
| Общая длительность: | Общая длительность:           | 15:35        |

### Переиздание 2017 года[1]
| №                   | Название                      | Длительность |
| ------------------- | ----------------------------- | ------------ |
| 1.                  | «Girl/Boy»                    | 4:52         |
| 2.                  | «Milk Man»                    | 4:08         |
| 3.                  | «Inkey$»                      | 1:24         |
| 4.                  | «Girl/Boy(£18 Snarerush Mix)» | 1:57         |
| 5.                  | «Beetles»                     | 1:31         |
| 6.                  | «Girl/Boy (Redruth Mix)»      | 1:40         |
| 7.                  | «milkman instrumentil»        | 1:35         |
| 8.                  | «milkman bonus beets»         | 1:33         |
| 9.                  | «growth inst. [blonder]+6,ru» | 2:37         |
| Общая длительность: | Общая длительность:           | 21:23        |